# Leonhard Lendenmann
Leonhard Lendenmann (* 22. Januar 1772 in Wald; † 27. Mai 1838 in Lyon; heimatberechtigt in Wald) war ein Schweizer Kaufmann und Unternehmer aus dem Kanton Appenzell Ausserrhoden.

## Leben
Leonhard Lendenmann war ein Sohn von Lienhard Lendenmann und Elsbeth Eugster. Er verehelichte sich mit der Witwe Schütz, deren Vorname nicht bekannt ist.
Er absolvierte eine kaufmännische Ausbildung bei einem Verwandten in St. Gallen. In Lyon arbeitete er als Kaufmann in der Firma Schütz. Nach dem Tod seines Arbeitgebers heiratete Lendenmann dessen Witwe. Er führte mit ihr unter dem Firmennamen Witwe Schütz und Lendenmann einen ausgedehnten Leinwand- und Seidenhandel.
Lendenmann gehörte um das Jahr 1820 zu den bedeutendsten Appenzeller Kaufleuten im Ausland.